# Yvonne Mburu
Pour les articles homonymes, voir Mburu.
Yvonne Mburu, née en 1982, est une chercheuse kényane en immunologie, membre de la première promotion des Young Leaders d'Africa France et fondatrice de Med In Africa, un réseau africain de professionnels de la médecine.
Elle est également membre du Conseil présidentiel pour l'Afrique fondé par le président français Emmanuel Macron depuis août 2017.

## Biographie
Née au Kenya en 1982, elle quitte son pays natal à 18 ans pour étudier la chimie et la biologie au Canada, où elle se passionne pour l’immunologie appliquée aux cancers. Elle s’installe ensuite aux États-Unis pour entamer un doctorat en immunologie et cancer (Université de Pittsburgh). En 2012, elle est lauréate d’une bourse de l’Institut de Recherche sur le Cancer (Cancer Research Institute, New York) et s’installe pour Paris pour entreprendre sa recherche post-doctorale à l'Institut Curie sur l'immunothérapie du cancer,.
Elle participe à la création de la French-African Foundation aux côtés de Khaled Igué et de deux autres anciens Young Leaders 2017. 
Elle est membre depuis 2020 du conseil d’orientation stratégique de l’Institut de recherche pour le développement (IRD). 

## Med In Africa
En tant que scientifique de la diaspora cherchant un engagement plus profond avec le continent, ses racines africaines l'ont amenée à explorer l’intérêt des technologies numériques à l'exploitation des compétences des professionnels africains à l'étranger.  
Elle se met alors à répertorier l’ensemble des Africains expatriés travaillant dans la médecine grâce à un logiciel de big data, et crée un site, medinafrica.com, dont la mission est de faciliter le transfert de connaissances et favoriser des collaborations entre les professionnels africains du monde entier, pour accélérer la disponibilité de la recherche innovante sur le continent africain.»,,.

## Prix et Nominations
- 2017 : Lauréate de la première promotion des Young Leaders, initiative lancée par la Fondation AfricaFrance, avec le soutien de l’Agence française de développement, dont le but est d’identifier et de promouvoir des entrepreneurs et des dirigeants de secteurs clés pour le développement durable de l'Afrique[7].

- 2017 : Nomination au Conseil Présidentiel pour l'Afrique par le président français Emmanuel Macron[8].

- 2018 : Lauréate du Forum du Prochain Einstein (Next Einstein Forum), prix décerné aux 20 meilleurs jeunes scientifiques et technologues africains[9].